# アップライトピアノ

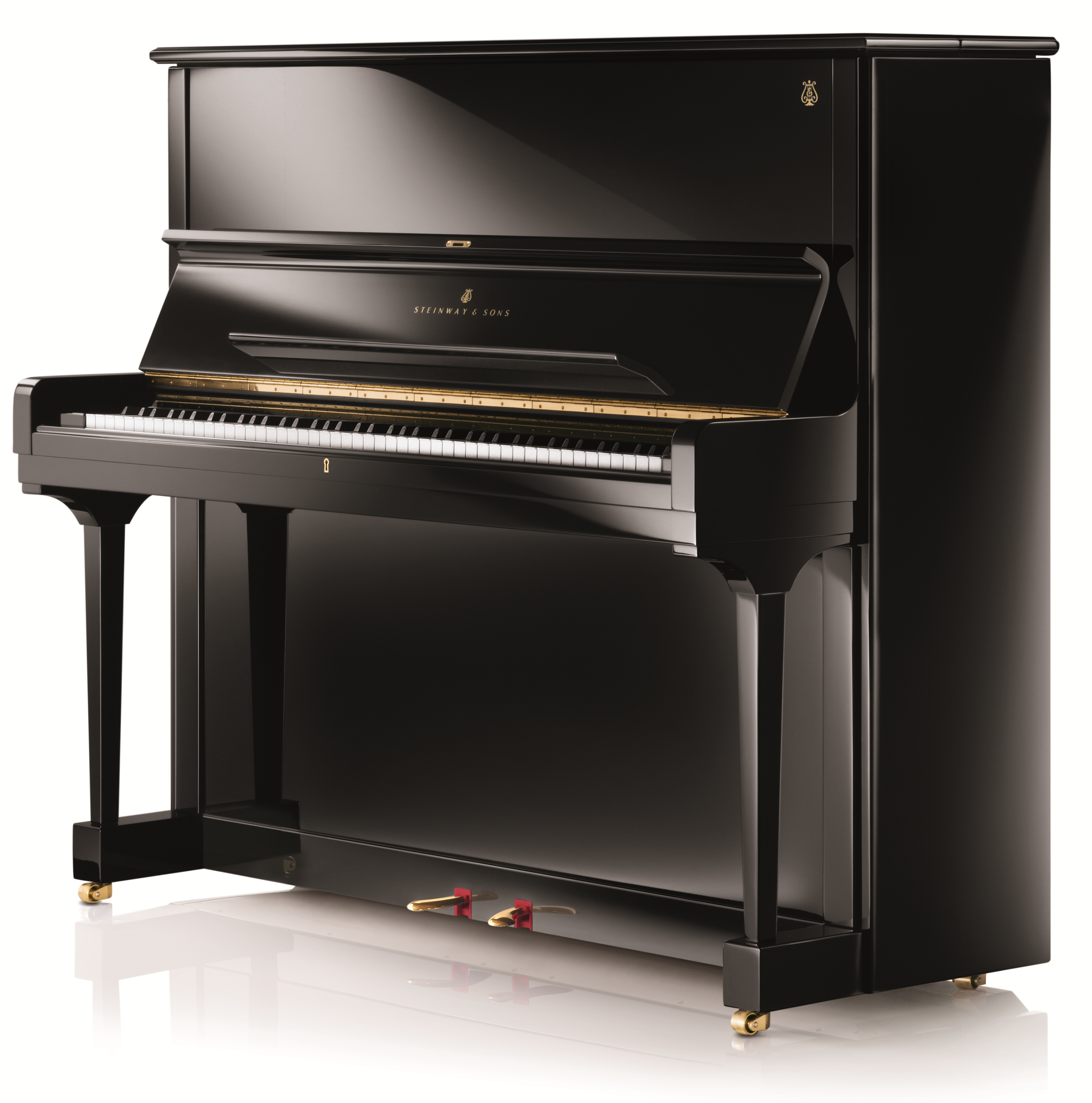
典型的な現代アップライトピアノの外観

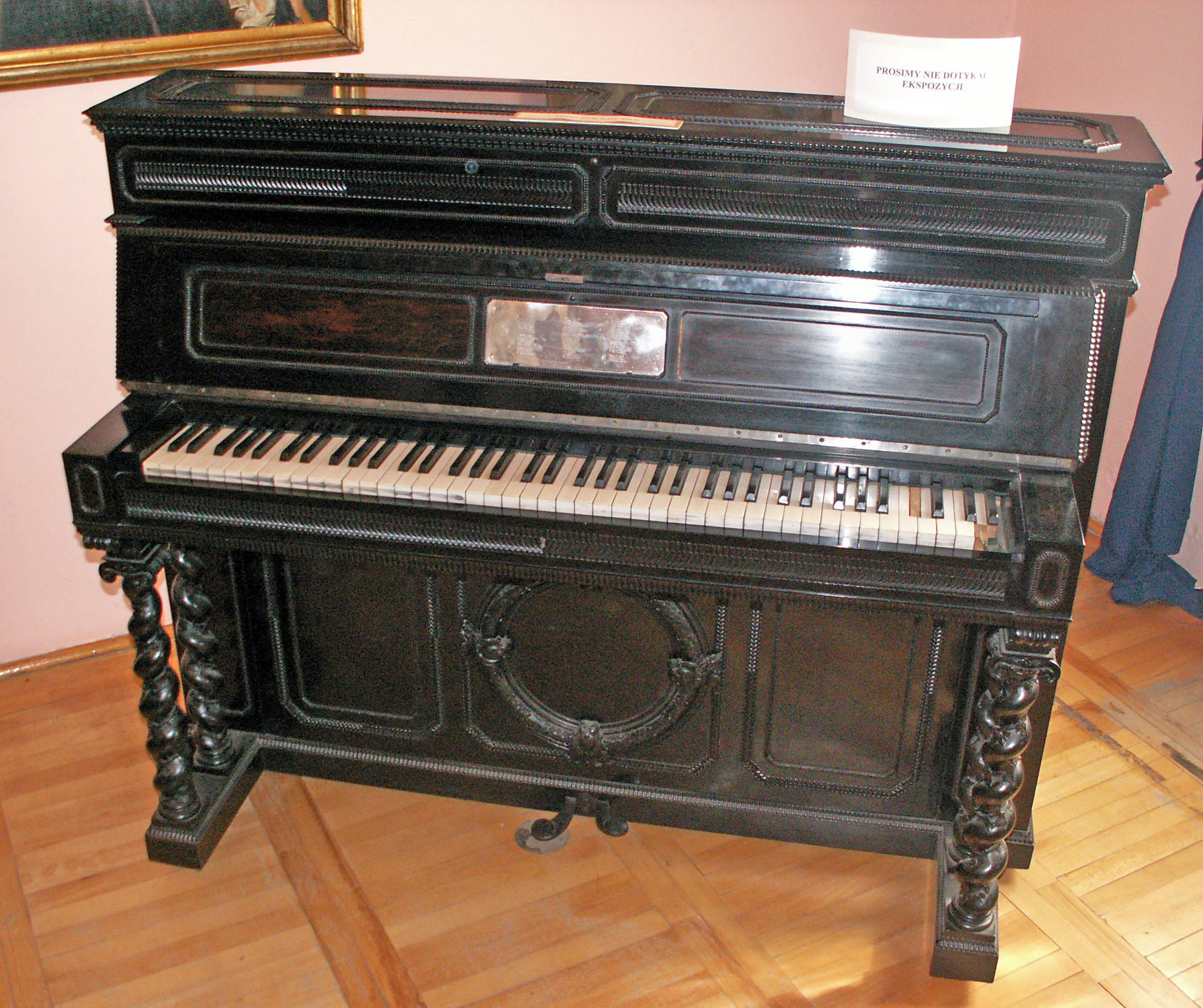
フレデリック・ショパンがかつて演奏したエラール製アップライトピアノ

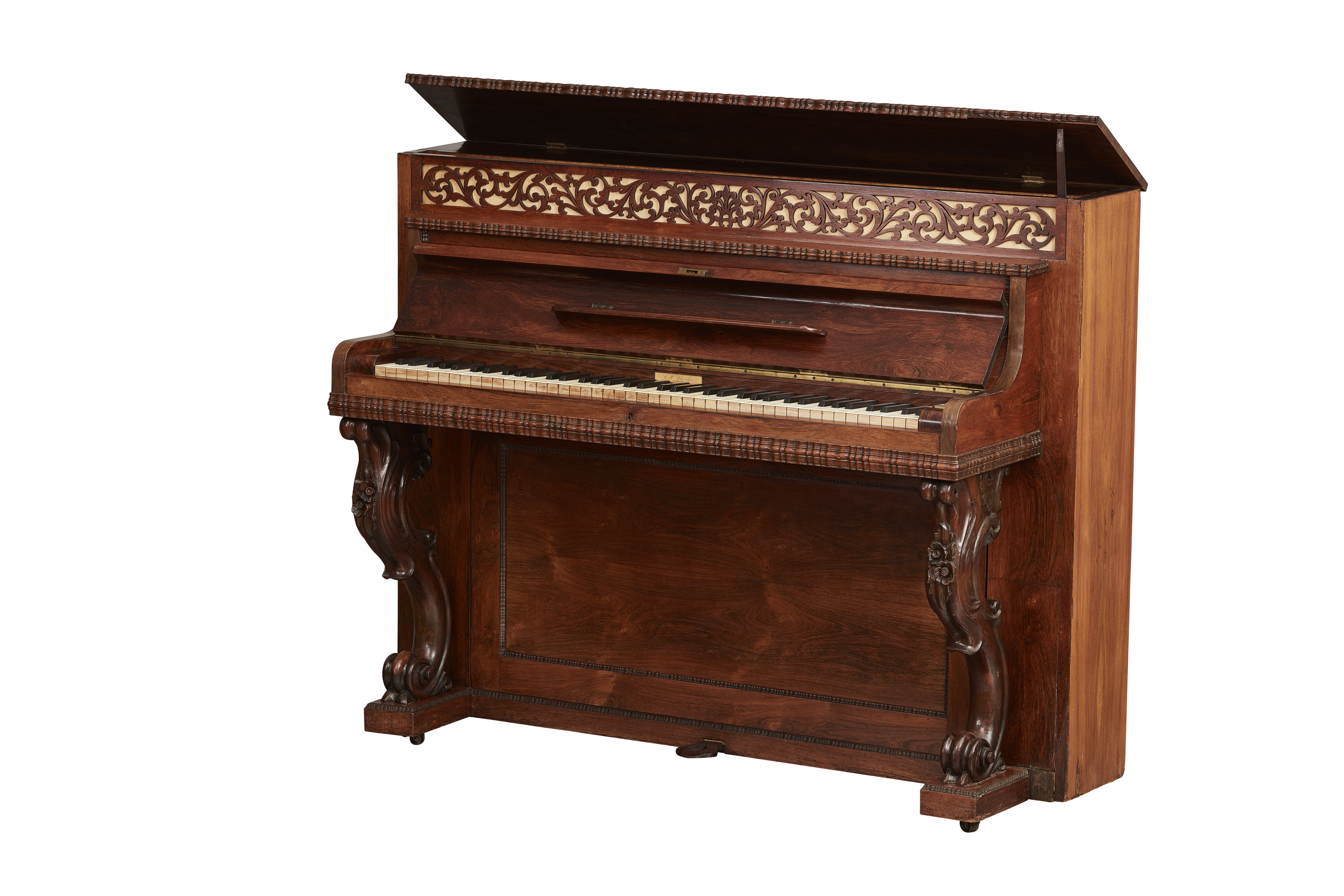
Christian Heinrich Schröderによる1857年頃のアップライトピアノ。ハンブルク美術工芸博物館所蔵。

アップライトピアノ（英: Upright piano）は、ピアノの形態の一種で、フレームや弦、響板を鉛直方向に配置した打弦鍵盤楽器の一種である。グランドピアノと多くの共通要素を有する。
アップライトピアノは、フレームや弦、響板を鉛直方向に配し、上下に延びるように作られている。ハンマーを戻すのに重力を使えない事から連打性が悪く、また弦が短いため音がインハーモニシティの影響を受けやすく、性能はグランドピアノより劣るとされるが、グランドピアノよりも場所を取らないため、グランドピアノを設置する場所の取れない家庭や、学校の教室、小規模の演奏会場などに広く設置されている。
ドイツ語を含む多くの言語ではイタリア語で「小さなピアノ」を意味する「pianino」（ピアニーノ）と呼ばれる。英語では「upright piano」（直立ピアノ）または「vertical piano」（縦型〔垂直〕ピアノ）、フランス語では「piano droit」（直角ピアノ）または「piano vertical」と呼ばれる。

## 歴史

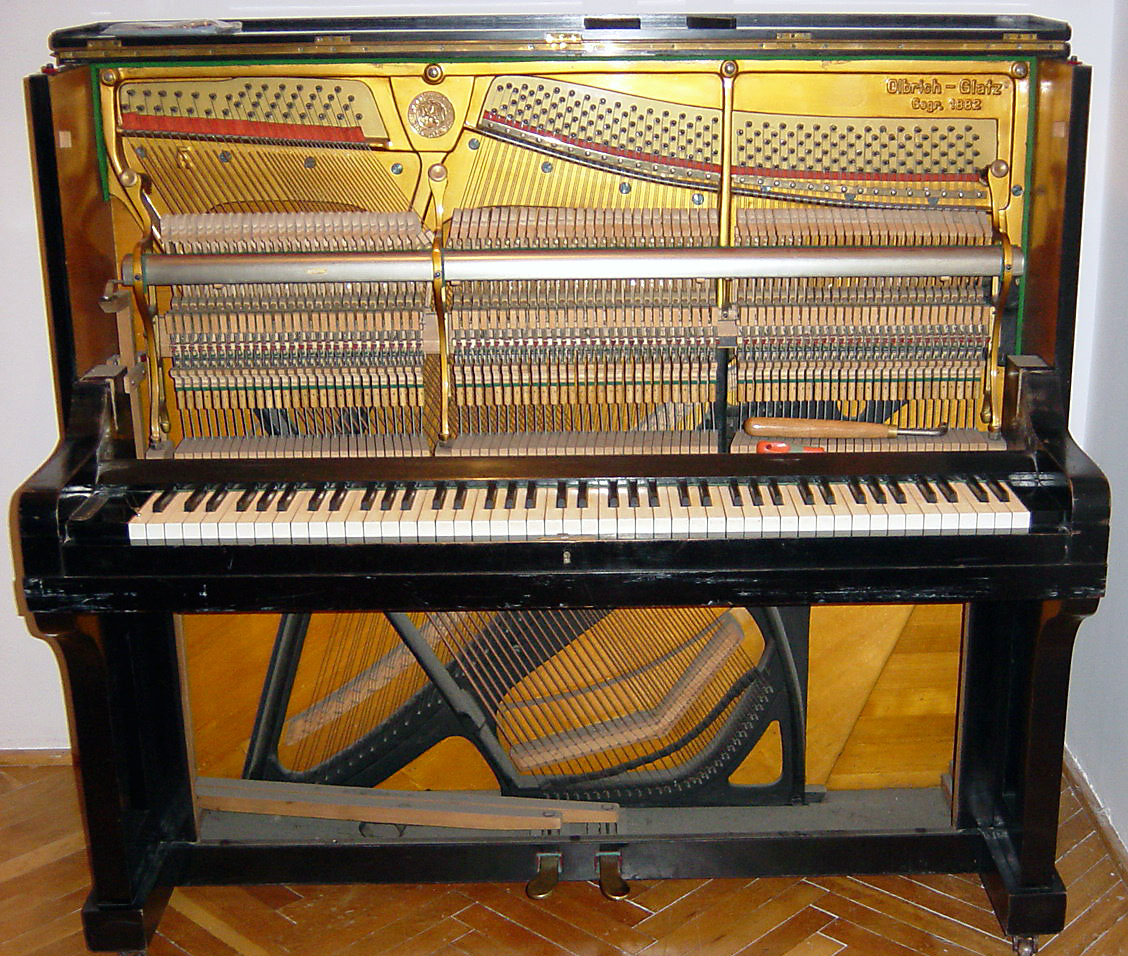
ヴィルヘルム・オルブリヒ（1913年没）によるアップライトピアノの内部構造

鉛直方向に延びた弦の基本的な構造原理は16世紀にはクラヴィツィテリウムとガイゲンベルクに既に適用されていた。1811年から、ロバート・ワーナムが「コテジピアノ（Cottage piano）」を生産し、これは1826年までに「ピッコロピアノ（Piccolo Piano）」へと発展した。今日のアップライトピアノの別の先駆者が1815年にイグナツ・プライエルによってパリで考案され、1840年頃に発表された。これはより壮大なリラフリューゲルを単純にしたものであった。グランドピアノやスクエア・ピアノと比べて小さな設置面積しか必要としないため、アップライトピアノは家庭で使用されるピアノとしてはこれらをほぼ完全に置き換えてしまった。アップライトピアノの設計は欧州では既に1850年頃、米国では1900年頃にスクエア・ピアノに取って代わった。

## 技術

ロバート・ワーナムによるミュート機構、1842年。

アップライトピアノの場合、響板、鋳鉄フレーム、弦、およびハンマー機構は床に対して垂直に配置されているため、壁を背にして設置でき空間を節約することができる。
より古いアップライトピアノ（1910年頃まで）は部分的にいわゆる「アッパーダンパー機構」を有している（ハンマーより上にダンパーが位置する）。今日のアップライトピアノでは、ダンパーは通常ハンマーより下で弦と同じ側にある（アンダーダンパー機構）。
アップライトピアノは大抵7 ¼オクターブ（A-c5）の音域を有する。しかしながら、より低い音域を持つ設計も存在する。「ヨットピアノ」と呼ばれる特殊なアップライトピアノもある。これは非常にコンパクトで、多くの場合は音域が6 ½オクターブしかなく、稀に格納式の鍵盤を持つ。高さが1メートル未満のこういった楽器は、名前がほのめかすように、鍵盤の下部に機構を有する。主な欠点は、従来型デザインのアップライトピアノに比べて機構の除去や入れ替えに長い時間がかかるため、メンテナンスに多大な時間を必要とする点である。

## 大きさと重さ

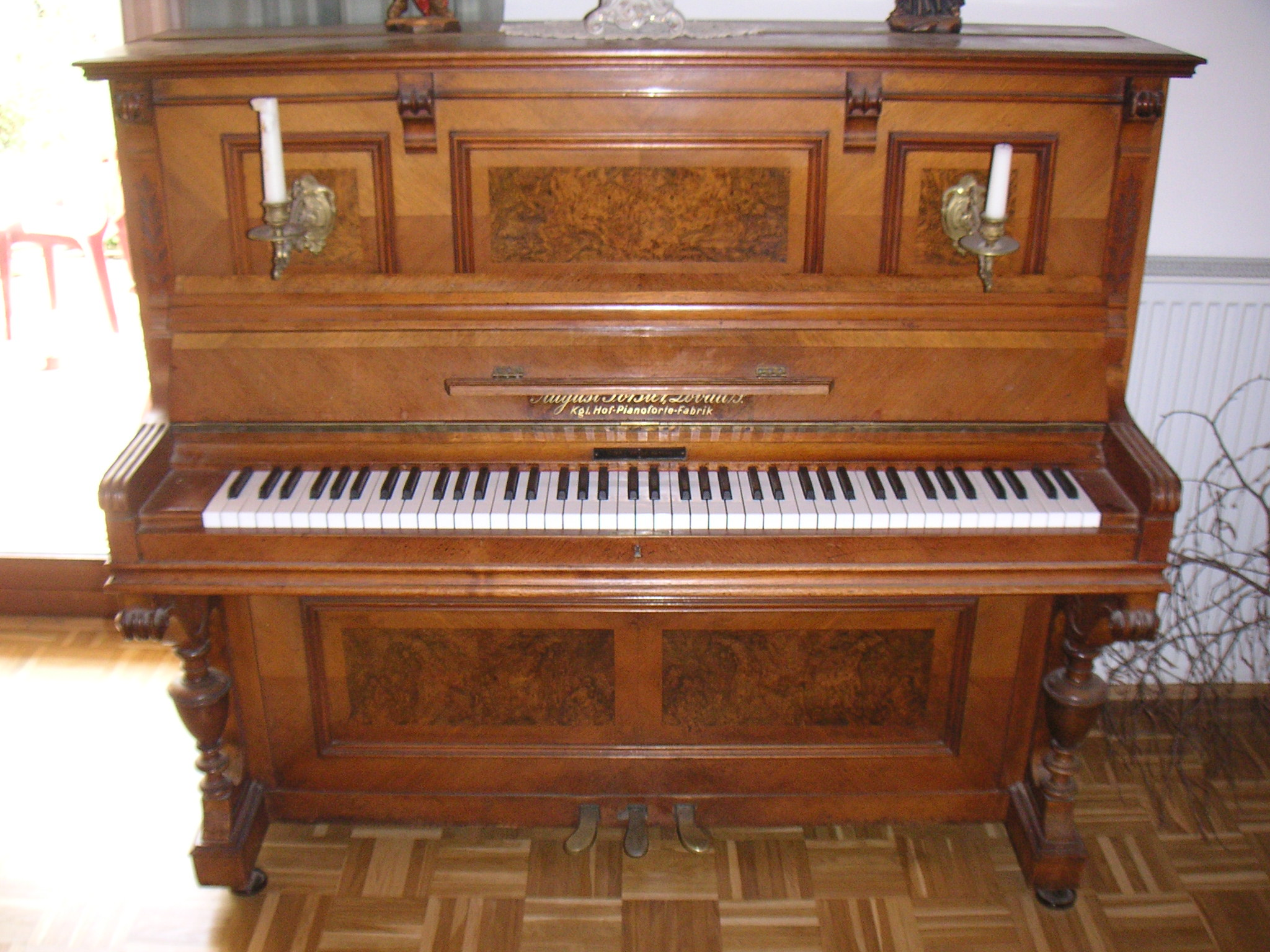
アウグスト・フェルスターのアップライトピアノ

典型的なアップライトピアノのサイズ以下の通りである。
- 幅: 140-155 cm
- 奥行き: 50-60 cm
- 高さ: 「小型アップライトピアノ」は110 cmまで、「コンサートアップライトピアノ」は約130 cmから。アップライトピアノの古典的な高さは約130 cmである。より高い楽器はより大きな響板面積とより長い低音弦を有し、これらはどちらもより良い音質をもたらす[3]。
- 重さ: 175-300 kg

ある著者らは、高さと高さに対応するために必要なアクションの修正に応じて現代ピアノを分類する。
- スタジオピアノはおよそ107から114 cmの高さである。これは鍵盤より上に原寸のアクションを収容することができる最も低いキャビネットである。
- コンソールピアノはコンパクトなアクション（より短いハンマー）を持ち、スタジオモデルよりも数インチ低い。厳密にはアクションが鍵盤の上に直に乗っているタイプを言う。
- スピネットモデルの上端は鍵盤より上にほとんど出ていない。アクションは下部に位置し、鍵の裏に接続された鉛直方向のワイヤーによって操作される。

スタジオピアノよりも高いモデルが「アップライト」と呼ばれる。スタジオ/コンソールおよびスピネットピアノはアップライトと区別して「バーティカル」ピアノと呼ばれることもある。

## アップライトアクションの種類

イングランド式ダンパー機構の図解

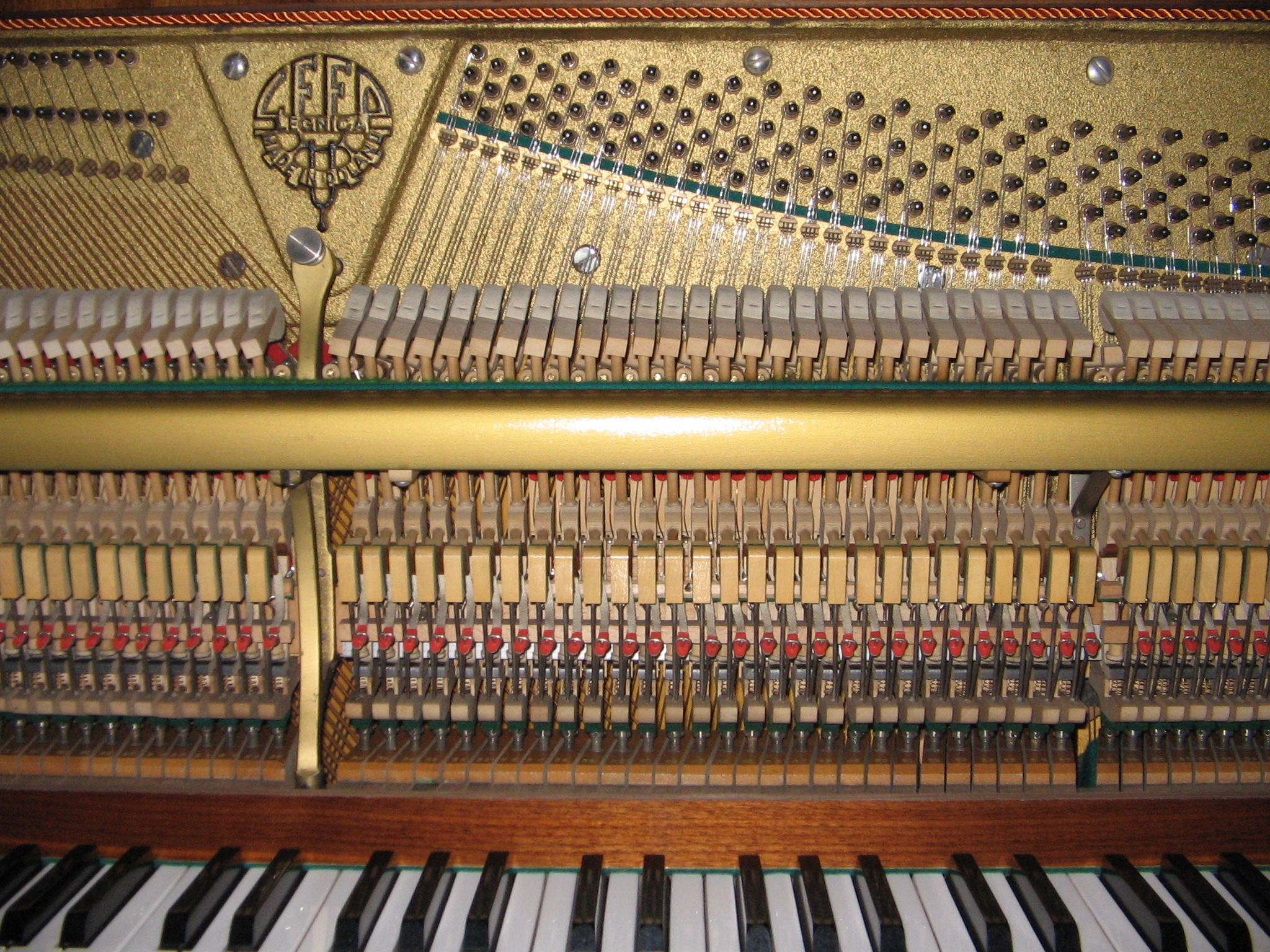
ダンパー機構

### イングランド式ダンパー機構
イングランド式（イギリス式）と呼ばれる消音機構が現在製造されている楽器で用いられている機構である。

#### イングランド式機構の図解
1. 積層ピン板
2. チューニングピン
3. アグラフ
4. アクションボルト
5. 弦
6. ダンパーヘッド
7. ダンパーレバー
8. ハンマーバット
9. センターレール
10. ダンパーペダルレバー
11. ダンパースプーン
12. 鍵
13. キャプスタンスクリュー（パイロット）
14. ウィペン
15. ジャック・トウ
16. レギュレチングボタン
17. ジャック
18. バックチェック
19. キャッチャー
20. ハンマーレール
21. ハンマー

#### 作動原理
ハンマー機構のてこは鍵（12）を押すことによって作動する。この動きがパイロット（13）に伝わる。次にウィペン（14）に連結されたジャック（17）がハンマーバット（8）を弦（5）の方向へそらす。ウィペン（14）が動いている間に、ダンパー（11）はダンパーレバー（7）と接触しており、その後に消音ブロックが弦から離れる。ウィペンのさらなる動きによってジャック・トウ（15）とレギュレチングボタン（16）との接触が起こり、ジャック（17）はハンマーバット（8）の下側から出ていく。次に、ハンマー（21）が弦（5）を打ち、ハンマーバット（8）は元に戻る動きに入る。戻る動きの途中で、ハンマーバット（8）のキャッチャー（19）がウィペン（14）のバックチェック（18）によって捕まる。ウィペン（14）が下がり始めるとすぐに、ジャック（17）はハンマーバットの下に戻り、ダンパーヘッド（6）が弦を押さえて、消音機構は次のサイクルへの準備が整う。

### アッパーダンパー機構（ウィーン式）

アッパーダンパー機構（ウィーン式）の図解

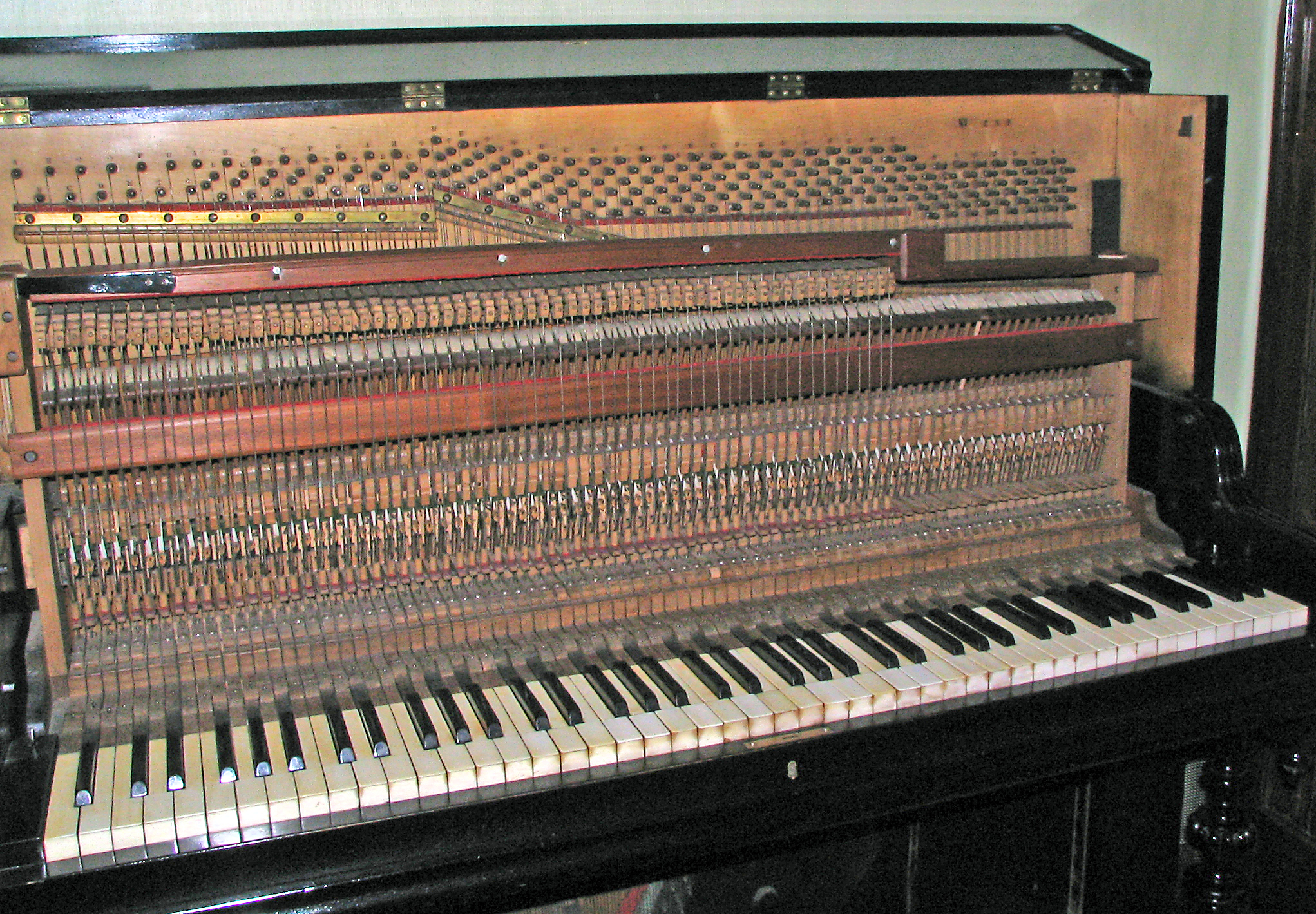
アッパーダンパー機構

ウィーン式と呼ばれるアッパーダンパー機構は既に歴史的な構造である。19世紀と20世紀の変り目に出てきた。

#### ウィーン式機構の図解
1. 積層ピン板
2. チューニングピン
3. アグラフ
4. ダンパーヘッド
5. 弦
6. ハンマーバット
7. センターレール
8. ウィペン
9. 鍵
10. キャプスタンスクリュー（パイロット）
11. ダンパー・ブッシャー・バレル
12. ジャック・トウ
13. レギュレチングボタン
14. ジャック
15. バックチェック
16. キャッチャー
17. ハンマーレール
18. ハンマー
19. ダンパー・プッシャー・ロッド
20. ダンパーレバー
21. 構造梁部材

#### 作動原理
ハンマー機構のてこは鍵（9）を押すことで作動し、この動きがパイロット（10）に伝わる。次に、ウィペン（8）に連結されたジャック（14）がハンマーバット（6）を弦（5）に向かって傾ける。ウィペン（8）が動いている間、ダンパー・ブッシャー・バレル（11）に支えられている時に、ダンパーレバー（20）の前方部が動き、ダンパーヘッド（4）が弦から離れる。ウィペンのさらなる動きによってジャック・トウ（12）とレギュレチングボタン（13）との接触が起こり、ジャック（14）はハンマーバット（6）の下側から出ていく。次にハンマー（19）が弦を打ち、ハンマーバット（6）は元に戻る動きに入る。ハンマーが戻る動きの途中で、ハンマーバット（6）のキャッチャー（14）がウィペン（8）のバックチェック（15）によって捕まる。ウィペン（8）が下がり始めるとすぐに、ジャック（14）はハンマーバットの下に戻り、ダンパーヘッド（6）が弦を押さえて、消音機構は次にサイクルへの準備が整う。ウィペン（8）の前方が下がると、ダンパーレバー（20）の前方部が下がり、ダンパーヘッド（4）が弦の方へ動く。ダンパーヘッド（4）はダンパーレバー（20）の重さにより弦に押し付けられ、それによって弦の振動を抑える。

### グランドピアノとの比較
グランドピアノでは、ハンマーが反動と重力によって自然な動きで下に落ちるのに対し、アップライトで一般的な前後に動くハンマーでは、反応のよいピアノ・アクションを製造することは難しい。これはハンマーの戻りをバネに依存せざるをえず、経年劣化するためである。またレペティションレバーという、ジャックをハンマーの下に引き戻す機構が、ほとんどのアップライトピアノには備わっていないため、連打性能に関しては決定的に劣る。グランドピアノは1秒間に13-14回の連打が可能であるが、アップライトピアノは通常その半分程度である。

### 連続同音打弦性能
グランドピアノと同様の「ダブル・エスケープメント」機構を備えたアップライトピアノはこれまで製造されているが、製造コストが高く、出来上がった製品も上手く機能しなかったため、普及していない。
アップライトピアノの連打性能を上げることは顧客に対する訴求力となるため、各製造業者は様々な工夫・改良を行ってきた。シュタイングレーバーは以前「ダブル・エスケープメント」機構を備えた高さ140 cmのアップライトピアノを製造していた。現在は、ジャックスプリングの代わりに磁石を利用した「Steingraeber-Ferro-Magnet (SFM) Action」を搭載したモデルを販売している。ザイラーも磁石を利用した「Super-Magnet-Repetition（SMR）system」を開発し、一部モデルでオプションとして提供している。ザウターはR2と呼ばれる板ばねを追加した「R2（ダブルレペティション）アクション」の特許を取得している。ヤマハは従来型のバットスプリングの代わりに板ばねを使用した「クイックリターンアクション」を搭載したモデル（YUA）を1978年-1982年に販売したが、ノイズが生じる問題があった。
米国ワシントン州スタンウッドのピアノ企業Fandrich & Sonsはアップライト用の「Fandrich vertical action」を開発し、これをチェコ製や中国製（珠江〔パールリバー〕）ピアノに搭載して販売している。藤井ピアノサービスはハンマーとジャックの戻りを促進するために従来のアクションにスプリングを追加し、バット形状の加工を行う「グランフィール」技術を開発した。
東洋ピアノ製造のSSS (slide soft system) シリーズは弱音ペダルがハンマーを弦に近付けるのではなく、ハンマーを横にシフトさせるため、ブライドルテープの緩みをなくした調整が可能で、これにより連打性能を上げている。
いずれもばねや磁石を追加することに起因する長所と短所（ばねの劣化、ピアニッシモのコントロールのし易さ/し難さなど）があるとされる。

## ペダル
一般にピアノは、2本または3本のペダルを備える。一番右のペダルが長音ペダル（ダンパーペダル）である。一番左のペダルはソフトペダルである。アップライトピアノでは、ハンマーの待機位置が弦に近づく（打弦距離が短くなる）ことで打弦速度が下がり、音量が小さくなる。
アップライトピアノの中央のペダルは、マフラーペダルとも呼ばれ、夜間練習などのために、弦とハンマーの間にフェルトを挟んで、音を弱くする。踏み込んだペダルを横にずらすことでロックされ、踏みっぱなしにしておくことができる。 もともとのこのペダル効果はハンマークラヴィーアなどでハンマーと弦の間に薄い皮や羊皮紙などを挟み、音色の変化を愉しんだことによる。